# Ясьонна (Мазовецьке воєводство)
Ясьонна (пол. Jasionna) — село в Польщі, у гміні Білобжеґі Білобжезького повіту Мазовецького воєводства.
Населення — 108 осіб (2011).
У 1975—1998 роках село належало до Радомського воєводства.

## Демографія
Демографічна структура станом на 31 березня 2011 року:
|          | Загалом | Допрацездатний вік | Працездатний вік | Постпрацездатний вік |
| -------- | ------- | ------------------ | ---------------- | -------------------- |
| Чоловіки | 62      | 6                  | 45               | 11                   |
| Жінки    | 46      | 4                  | 30               | 12                   |
| Разом    | 108     | 10                 | 75               | 23                   |